# Daniela Münkel
Daniela Münkel (* 1. April 1962 in Hannover) ist eine deutsche Historikerin, die sich insbesondere mit Agrargeschichte, NS-Zeit und der Zeit der deutschen Teilung befasst. Sie ist Leiterin der Forschung beim Stasi-Unterlagen-Archiv (vormals BStU).

## Werdegang
Daniela Münkel studierte ab 1981 Mittlere und Neuere Geschichte, Politikwissenschaft sowie Wirtschafts- und Sozialgeschichte an der Universität Göttingen und schloss das Studium bei Helga Grebing mit einer Arbeit über Bauern und Nationalsozialismus am Beispiel des Landkreises Celle ab. Sie promovierte 1994 an der Universität Hannover bei Adelheid von Saldern; Thema ihrer Dissertation war die Kreisbauernschaft Stade als „Schaltstelle“ zwischen nationalsozialistischer Agrarpolitik und bäuerlichen Interessen.
Von 1994 bis 1996 und von 2000 bis 2004 war Münkel als wissenschaftliche Mitarbeiterin an der Universität Hannover tätig. Von 1997 bis 2000 bearbeitete sie im Auftrag der Bundeskanzler-Willy-Brandt-Stiftung den vierten Band der Edition „Willy Brandt – Berliner Ausgabe“. Im Jahr 2005 habilitierte sich Daniela Münkel an der Universität Hannover mit einer Studie über den SPD-Politiker Willy Brandt und die Medien. Im gleichen Jahr war sie als wissenschaftliche Mitarbeiterin beim Deutschen Bundestag tätig. Anschließend vertrat sie den Lehrstuhl für Kultur- und Mediengeschichte an der Universität des Saarlandes in Saarbrücken und nahm eine Gastdozentur an der Universität Heidelberg wahr.
Seit 2008 ist Daniela Münkel in der Forschungsabteilung beim Stasi-Unterlagen-Archiv (bis 2021 Bundesbeauftragter für die Stasi-Unterlagen, seither Teil des Bundesarchivs) tätig. Sie leitet dort unter anderem das Editions- und Forschungsprojekt „Die DDR im Blick der Stasi – Die geheimen Berichte an die SED-Führung“. Im Jahr 2010 wurde Münkel zur außerplanmäßigen Professorin an der Universität Hannover ernannt. Sie war Mitglied der Historischen Kommission der SPD, der Enquetekommission des Niedersächsischen Landtages zum Thema Verrat an der Freiheit – Machenschaften der Stasi in Niedersachsen und der Historikerkommission zur Aufarbeitung der Geschichte des Bundeslandwirtschaftsministeriums. Seit 2021 ist sie Leiterin des Bereichs Quellenkundliche Forschung und Wissenschaftliche Forschungsprojekte des Stasi-Unterlagen-Archivs.

## Wissenschaftliches Wirken
Daniela Münkel hat zahlreiche Monographien, Sammelbände und Aufsätze zu Themen der deutschen und internationalen Zeitgeschichte veröffentlicht. Zu ihren Forschungsschwerpunkten zählen die Politik-, Medien- und Sozialgeschichte des 20. Jahrhunderts, die Geschichte der DDR, insbesondere des Ministeriums für Staatssicherheit, vergleichende Geheimdienstforschung sowie die Geschichte der deutschen Sozialdemokratie. Darüber hinaus hat Münkel intensiv auf dem Forschungsfeld der Agrargeschichte mit Schwerpunkten zur NS-Zeit und zur DDR gearbeitet. Münkel war bis 2012 stellvertretende Vorsitzende des „Arbeitskreises für Agrargeschichte“.

## Veröffentlichungen (Auswahl)
Monografien
- Bauern und Nationalsozialismus. Der Landkreis Celle im Dritten Reich, Bielefeld 1991.
- Nationalsozialistische Agrarpolitik und Bauernalltag, Frankfurt am Main 1996.
- Willy Brandt und die »Vierte Gewalt«. Politik und Massenmedien in den 50er bis 70er Jahren, Frankfurt am Main 2005.
- Bemerkungen zu Willy Brandt, Berlin 2005.
- Kampagnen, Spione, geheime Kanäle. Die Stasi und Willy Brandt. 2013 (online, pdf, 83 S.).
- Geheimdienstkrieg in Deutschland. Die Konfrontation von DDR-Staatssicherheit und Organisation Gehlen 1953, Berlin 2016 (zusammen mit Ronny Heidenreich und Elke Stadelmann-Wenz).
- Agrarpolitik im 20. Jahrhundert. Das Bundesministerium für Ernährung und Landwirtschaft und seine Vorgänger, Berlin 2020 (zusammen mit Horst Möller, Joachim Bitterlich, Gustavo Corni, Friedrich Kießling, Ulrich Schlie).

Lexika und Sammelbände
- Der lange Abschied vom Agrarland. Agrarpolitik, Landwirtschaft und ländliche Gesellschaft zwischen Weimar und Bonn. Göttingen 2000.
- Geschichte als Experiment. Studien zu Politik, Kultur und Alltag im 19. und 20. Jahrhundert. Festschrift für Adelheid von Saldern, hrsg. zusammen mit Jutta Schwarzkopf, Frankfurt am Main 2004.
- „Freiheit, Gerechtigkeit und Solidarität“. Die Programmgeschichte der Sozialdemokratischen Partei Deutschlands, Berlin 2007.
- Medien und Imagepolitik im 20. Jahrhundert. Deutschland – Europa – USA, hrsg. zusammen mit Lu Seegers, Frankfurt am Main/New York 2008.
- Das MfS-Lexikon. MfS-Lexikon. Begriffe, Personen und Strukturen der Staatssicherheit der DDR, hrsg. zusammen mit Bernd Florath, Helge Heidemeyer, Arno Polzin und Walter Süß, Berlin 2011. 4. Aufl. 2021, ISBN 3-861-53900-4.
- Staatssicherheit. Ein Lesebuch zur DDR Geheimpolizei, Berlin 2015.
- Dem Volk auf der Spur. Staatliche Berichterstattung über Bevölkerungsstimmungen. Deutschland, Osteuropa, China, hrsg. zusammen mit Henrik Bispinck, Göttingen 2018.

Quelleneditionen
- (Bearb.) Auf dem Weg nach vorn. Willy Brandt und die SPD 1947–1972, Bonn 2000 (= Willy Brandt – Berliner Ausgabe, Bd. 4), ISBN 3-8012-0304-2.
- (Bearb.) Die DDR im Blick der Stasi 1961. Die geheimen Berichte an die SED-Führung, V & R, Göttingen 2011, 4. Auflage 2019, ISBN 3-525-37503-4.